# Jyrki Valto Yrttiaho

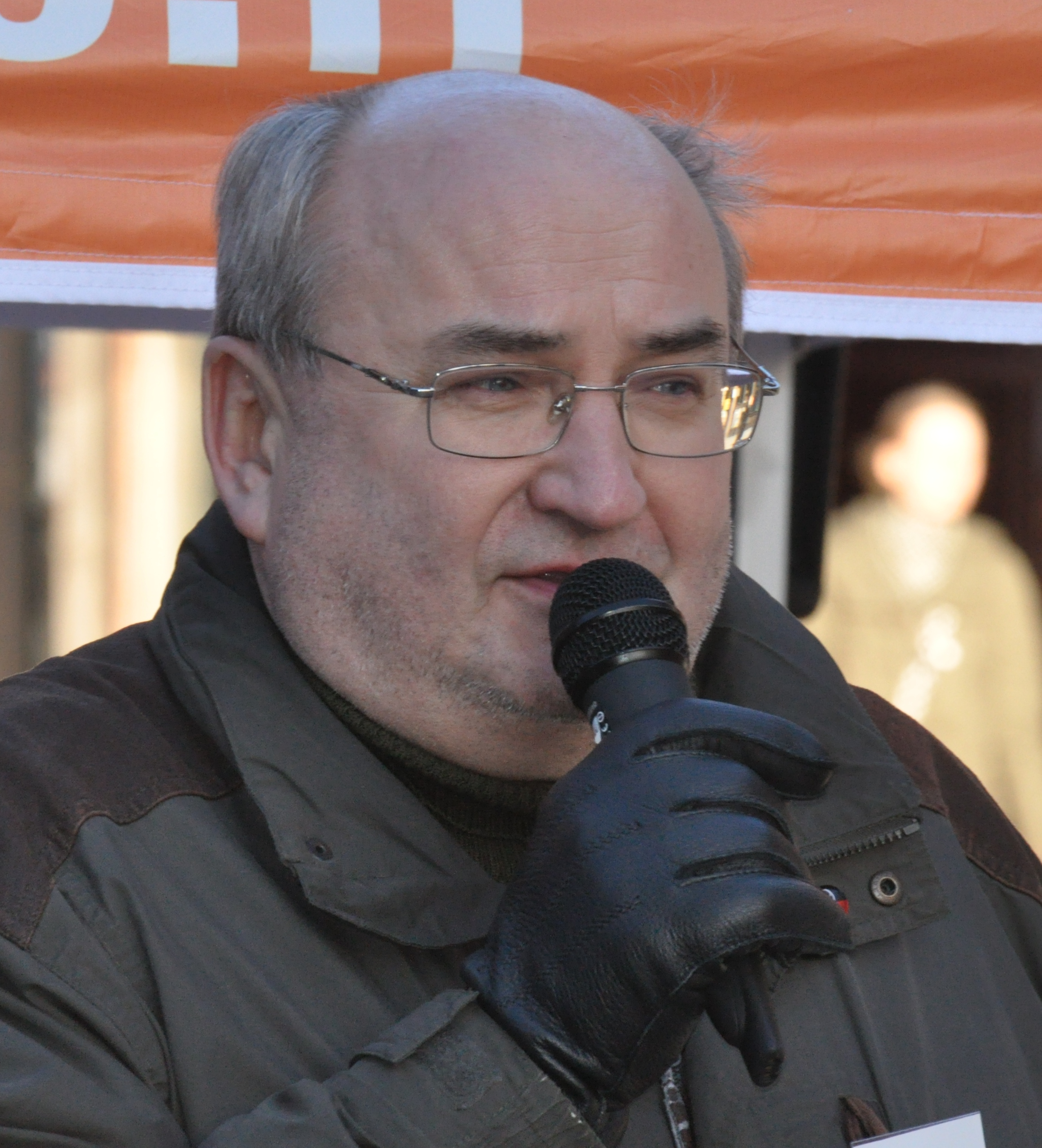
Jyrki Valto Yrttiaho

Jyrki Valto Yrttiaho (4. Mai 1952 in Pelkosenniemi – 17. Februar 2021 in Raisio) war ein finnischer Politiker der Linken Allianz, der als Abgeordneter (2007–2015) und als Stadtratsmitglied in Raisio tätig war. Im Juni 2011 wurde er zusammen mit Markus Mustajärvi aus der Parlamentsfraktion der Linken Allianz ausgeschlossen, da sie sich gegen die Beteiligung der Partei an der Regierung Katainen aussprachen und gegen das Vertrauen für die Regierung stimmten. Im September gründeten sie ihre eigene Parlamentsgruppe unter dem Namen Vasenryhmä. Vor seiner Parlamentskarriere arbeitete Yrttiaho seit 1982 als Funktionär der größten Abteilung der Metallarbeitergewerkschaft (Metalliliiton).
Vor der Gründung des Linksbundes war er Mitglied der Kommunistischen Partei Finnlands.
Er studierte Rechtswissenschaften und Sozialwissenschaften an der Universität Turku.